# Lenguas chimaku
La familia de lenguas chimaku consta de dos lenguas habladas en el noroeste de Washington, Estados Unidos, en la península Olímpica. Es parte del área lingüística del Mosan, y una de sus lenguas es famosa por no tener consonantes nasales. Las dos lenguas se relacionaban entre sí como el idioma inglés y el idioma alemán. 

## Clasificación

### Clasificación interna
1. Chemakum (también conocida como Chimakum o Chimacum) (†)
2. Quileute (también Quillayute o Kuoliyot)

El chemakum actualmente está extinto, se habló hasta la década de 1940 en la cara este de la península Olympic, entre Port Townsend y el canal Hood. El nombre chemakum se deriva de la palabra salish usada para denominar a la etnia chemakum.
El quileute se encuentra en serio peligro de desaparición, lo hablan apenas una pocas personas en la costa oeste de la península Olympic, al sur de cabo Flattery en La Push y en el bajo río Hoh. La palabra quileute deriva de kʷoʔlí•yot’ [kʷoʔlíːjot’], el nombre de una población en La Push.

## Descripción lingüística

### Fonología
El sistema de sonidos (pre-)proto-Chimaku contenía tres vocales, larga y corta, y acento prosódico. el inventario de consonantes estaría formado por:
|           |             | Labial | Alveolar | Alveolar | Palatal | Velar | Labio- velar | Uvular | Labio- uvular | Glotal |
| central   | lateral     | Labial |          |          | Palatal | Velar | Labio- velar | Uvular | Labio- uvular | Glotal |
| --------- | ----------- | ------ | -------- | -------- | ------- | ----- | ------------ | ------ | ------------- | ------ |
| Oclusiva  | simple      | *p     | *t       | *t       |         | *k    | *kʷ          | *q     | *qʷ           | *ʔ     |
| Oclusiva  | eyectiva    | *pʼ    | *tʼ      | *tʼ      |         | *kʼ   | *kʼʷ         | *q     | *qʼʷ          |        |
| Africada  | simple      |        | *ʦ       | *t͡ɬ      | (*ʧ)    |       |              |        |               |        |
| Africada  | eyectiva    |        | *ʦʼ      | *t͡ɬʼ     | (*ʧʼ)   |       |              |        |               |        |
| Fricativa | Fricativa   |        | *s       | *ɬ       | (*ʃ)    | *x    | *xʷ          | *χ     | *χʷ           | *h     |
| Sonante   | simple      | *m     | *n       | *l       | *y      |       | *w           |        |               |        |
| Sonante   | glotalizada | *m̰     | *n̰       | *l̰       | *y̰      |       | *w̰           |        |               |        |

En Proto-Chimakua la serie palatal [ʧ, ʧʼ, ʃ] sería el principal alófono la vocal /i/. Por otro lado, [kʷ, kʼʷ, xʷ] sería el alófono principal ante las vocales /a, o/. Estas series pueden haber llegado a ser fonemas separados antes de que el Chimakum y el Quileute se escindieran, pero si así fuera, parece claro que han sido alófonas no mucho antes de ello. 
En Quileute el acento prosódico quedó fijado en la penúltima sílaba, aunque los cambios subsecuentes lo hicieron impredecible, y las sonantes glotalizadas se hicieron alofónicas con secuencias glotales oclusivo-sonantes, no pudiendo ya ser considerada fonémica. Las sílabas abiertas desarrollaron vocales largas. Quizás en el siglo XIX, las nasales /m n m̰ n̰/ pasaron a ser plosivas de voz /b d ʔb ʔd/. 
En Chemakum, las vocales acentuadas frecuentemente devinieron en oclusivas glotales; /ʧ ʧʼ ʃ/ despalatalizó a /ʦ ʦʼ s/, mientras que /k kʼ x/ palatalizó a /ʧ ʧʼ ʃ/; sonantes perdieron su glotalización; y las aproximantes /y w y̰ w̰/ pasaron a /ʧ kʷ/ en el entorno de las vocales acentuadas.

### Comparación léxica
Los numerales del 1 al 10 en chemakum y quileute son:
| GLOSA | Chemakum      | Quileute | PROTO- CHIMAKU     |
| ----- | ------------- | -------- | ------------------ |
| 1     | kʷaaɬ         | waaɬ     | *kʷaaɬ             |
| 2     | ɬakʷa         | ɬaʔwa    | *ɬakʷa             |
| 3     | qʷalii        | qʷaʔli-  | *qʷaʔli-           |
| 4     | miʔiis        | baʔyas   | *maʔyas            |
| 5     |               |          |                    |
| 6     | ʦiɬaas        | ʧiɬaas   | *ʦiɬaas < *kʷi̇́ɬaas |
| 7     | ʦquuʔul-kʷant |          |                    |
| 8     | qʷayii-kʷant  |          |                    |
| 9     | kʷiiʦχal      |          |                    |
| 10    | ʧʼiitaʔa      |          |                    |